# Punto caldo delle Isole Marchesi

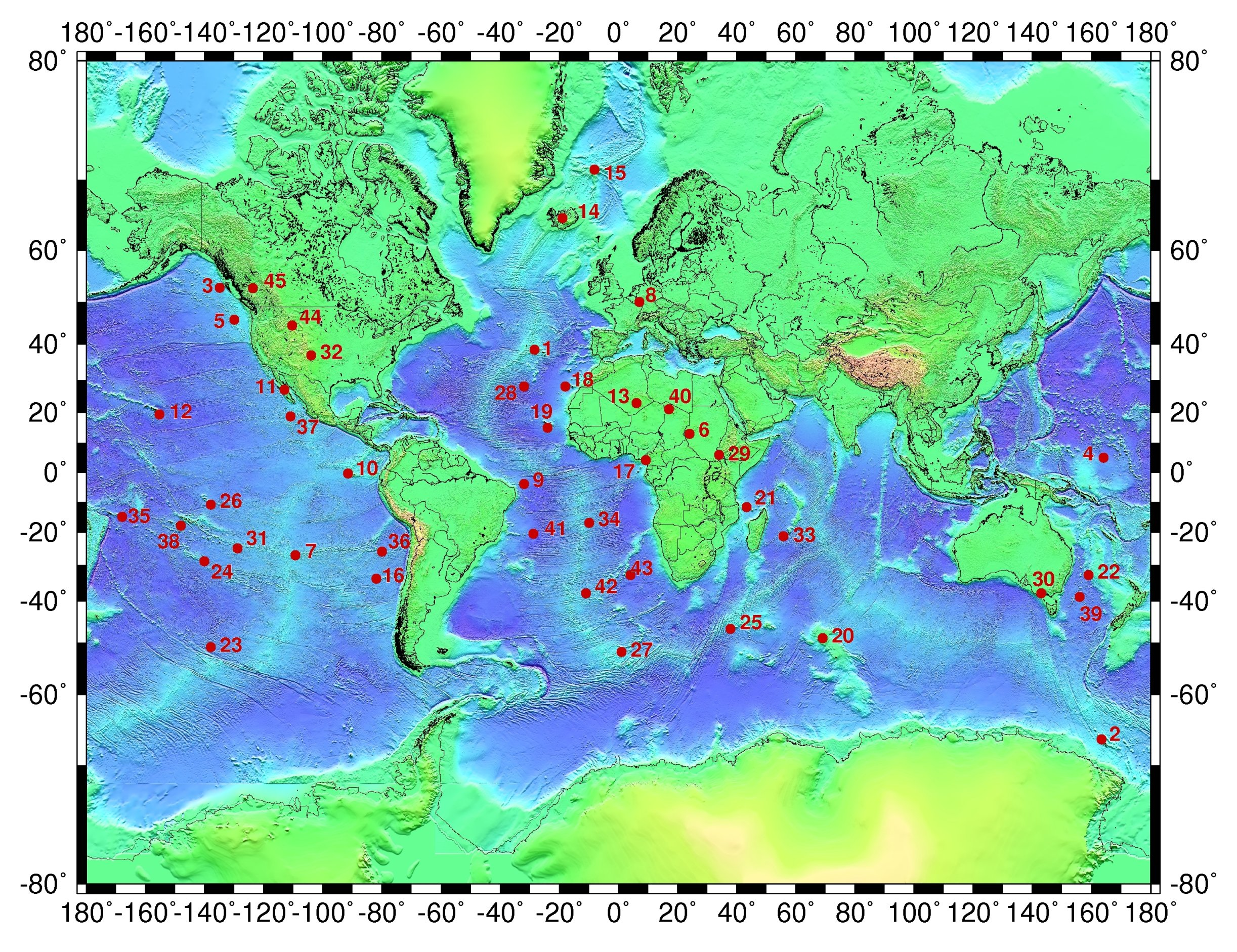
Il punto caldo delle Isole Marchesi si trova nella parte sinistra della mappa ed è contrassegnato dal numero 26.

Il punto caldo delle Isole Marchesi è un punto caldo vulcanico situato nella parte centrale dell'Oceano Pacifico.
Alla sua attività si deve la formazione delle Isole Marchesi, un gruppo di dodici isole vulcaniche che è uno dei cinque arcipelaghi della Polinesia Francese.